# La Shica
La Shica és el pseudònim d'Elsa Rovayo (Ceuta, 12 de gener de 1976), una cantant pop espanyola amb formació de flamenc, dansa espanyola i ballet clàssic capaç d'acostar-se al cant i ball bevent de la cobla, barrejant-los i fusionant-los amb sons urbans com el hip-hop i el rap. Ha compartit escenari amb artistes com Martirio, Bebe, Jorge Drexler, Pau Donés, Manuel Carrasco o Rosendo. El 2011 va obtenir dos Premis de la Música com a artista revelació i autor revelació.

## Discografia

### Àlbums
- 2008 Trabajito de chinos
- 2010 Supercop
- 2014 Esa

### Col·laboracions
- 2005: «El Evangelio según mi jardinero» amb Martín Buscaglia
- 2005: «De ayer a mañana» amb Eliseo Parra
- 2007: «Adelantando» amb Jarabe de Palo
- 2010: «Agua misteriosa» amb Javier Limón a Mujeres de agua
- 2010: «Tengo» amb Macaco a El vecindario
- 2014: «¿A dónde vas?» amb Jarabe de Palo i Ximena Sariñana
- 2014: «En este momento», amb Jenny and the Mexicats a Ome[4]
- 2014: «Mujer, cántaro, niño» amb Charo Bogarín (integrant de Tonolec), Patricia Sosa i Sophie Oliver, col·laborant pel disc Cantos de la Tierra sin Mal de Tonolec

## Espectacles
- 2011 Pequeñas infidelidades
- 2013 - 2014 Espain. Dolor del bueno. Coguionizat i dirigit per Andreu Buenafuente.
- 2014 - 2016 La piel del huevo te lo dá juntament amb Candela Peña i Sol Picó. Dirigit por Sol Picó.